# Gnophos subvariegata
Gnophos subvariegata là một loài bướm đêm trong họ Geometridae.